# نود و سومین دوره جوایز اسکار
نود و سومین مراسم جوایز اسکار، توسط آکادمی علوم و هنرهای سینما و به افتخار بهترین فیلم‌های سال ۲۰۲۰، در روز ۲۵ آوریل ۲۰۲۱ میلادی در سالن تئاتر دالبی، هالیوود، لس آنجلس برگزار شد. این مراسم در ایالات متحده از شبکه تلویزیونی شرکت پخش رسانه‌ای آمریکا (اِی‌بی‌سی) به صورت زنده پخش شد.

## برندگان و نامزدها

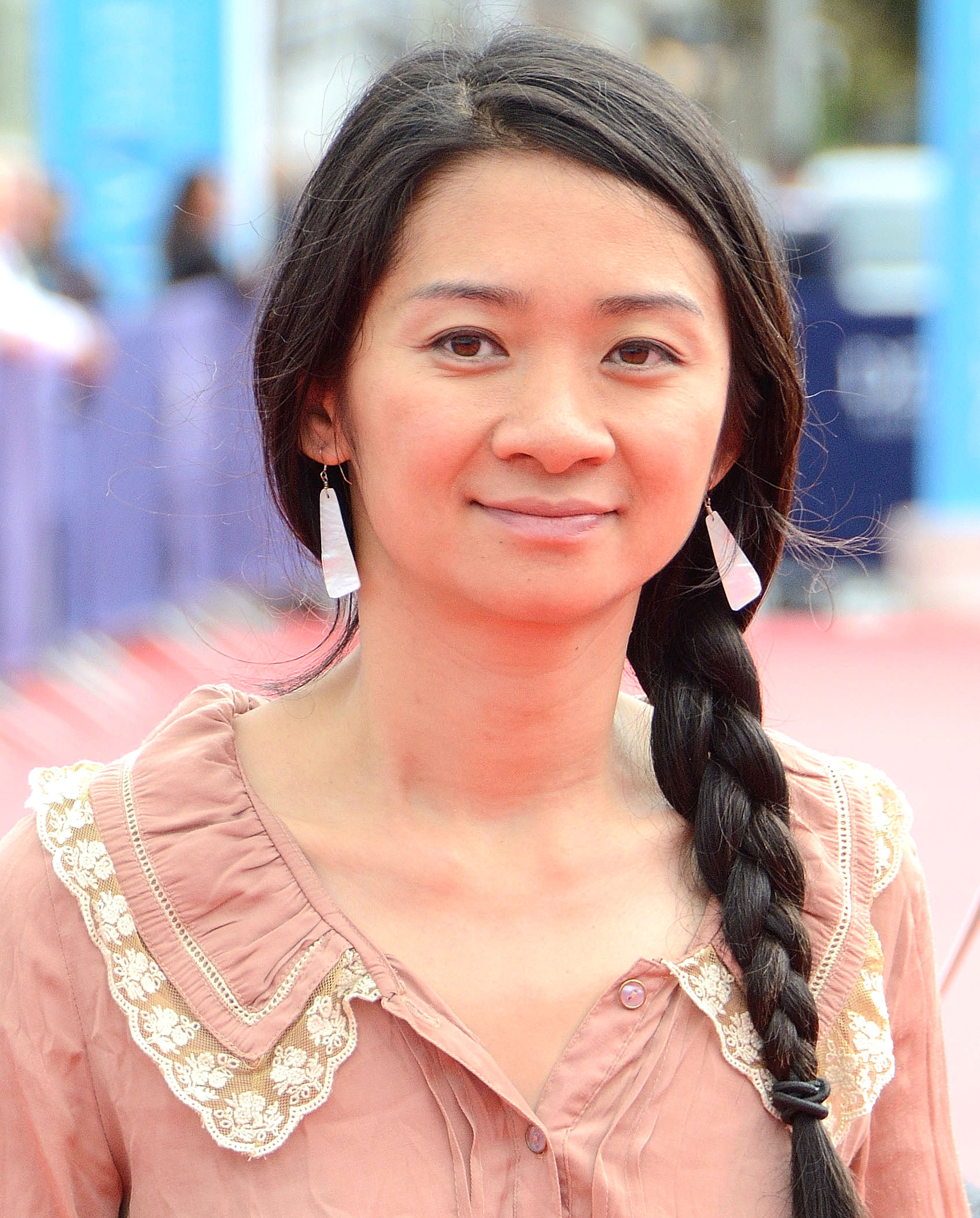
کلویی ژائو، برنده جایزه بهترین کارگردانی

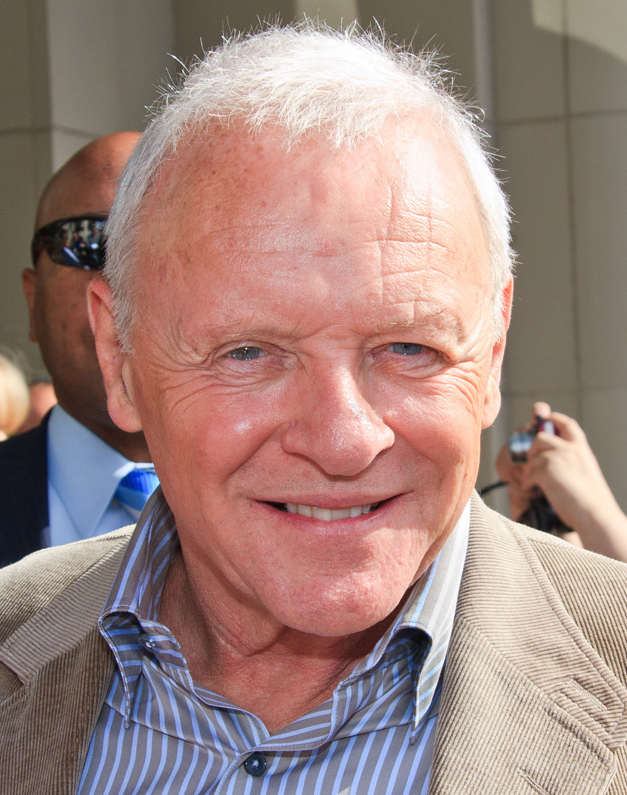
آنتونی هاپکینز، برنده جایزه بهترین بازیگر نقش اول مرد

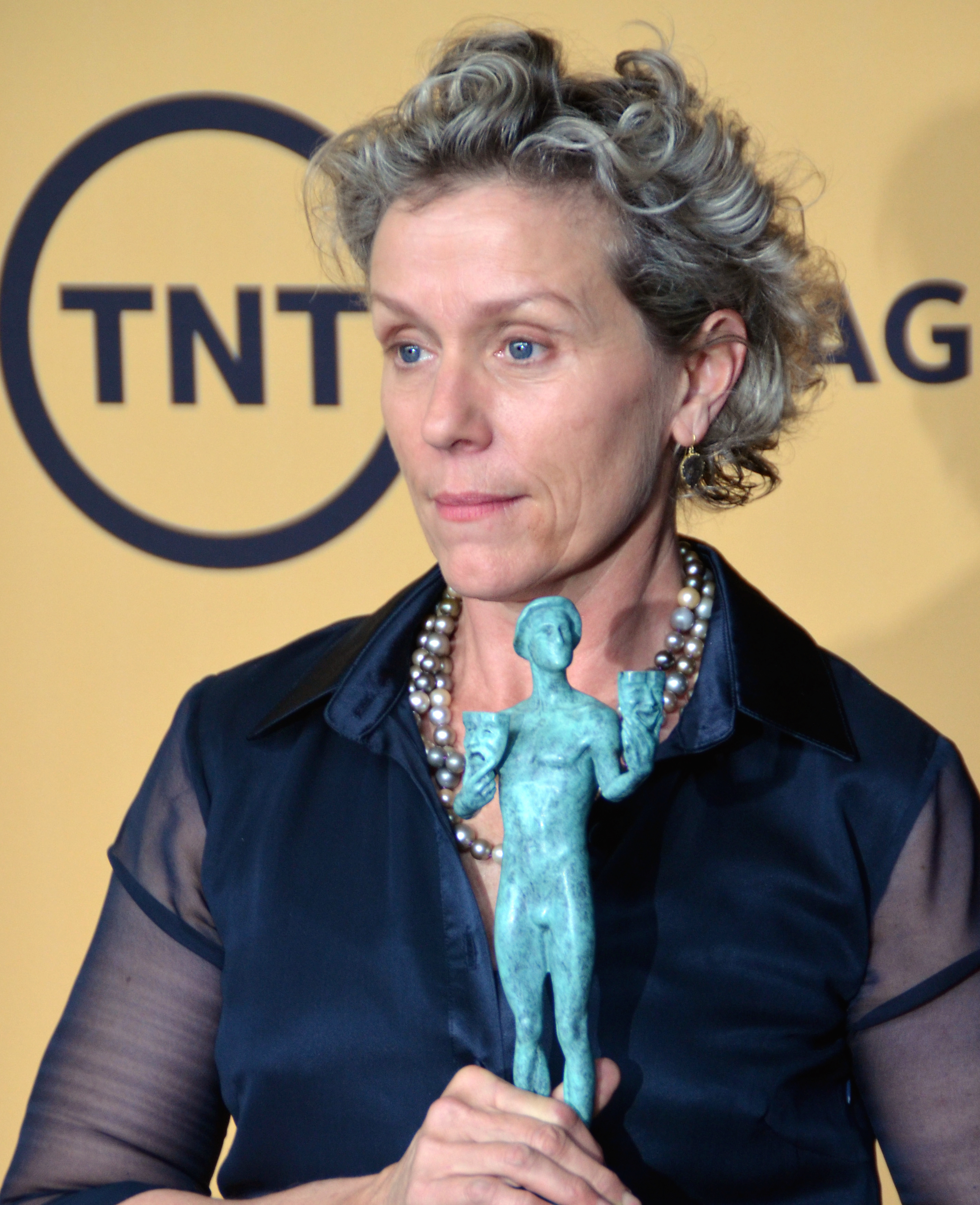
فرانسیس مک‌دورمند، برنده جایزه بهترین بازیگر نقش اول زن

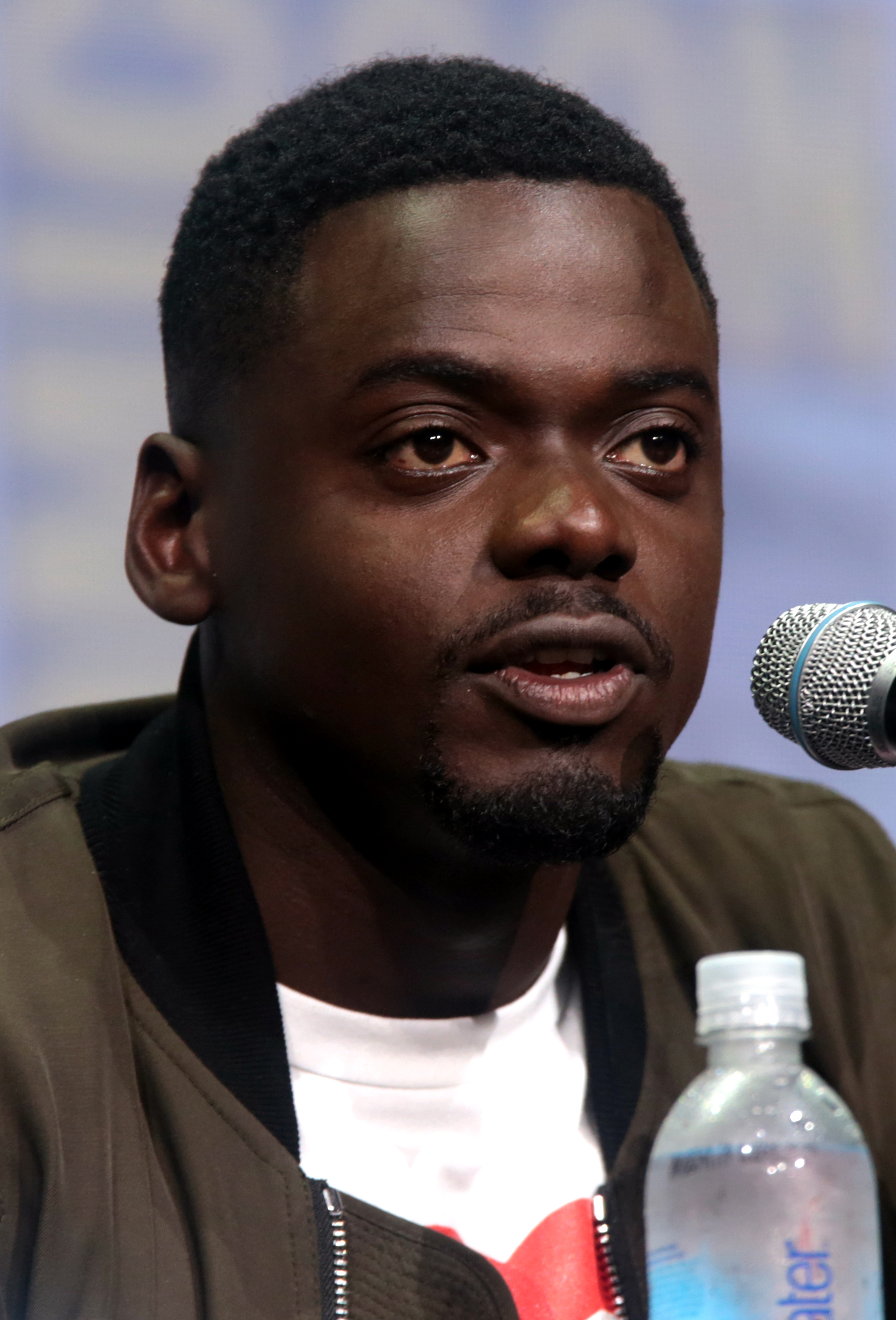
دنیل کالویا، برنده جایزه بهترین بازیگر نقش مکمل مرد

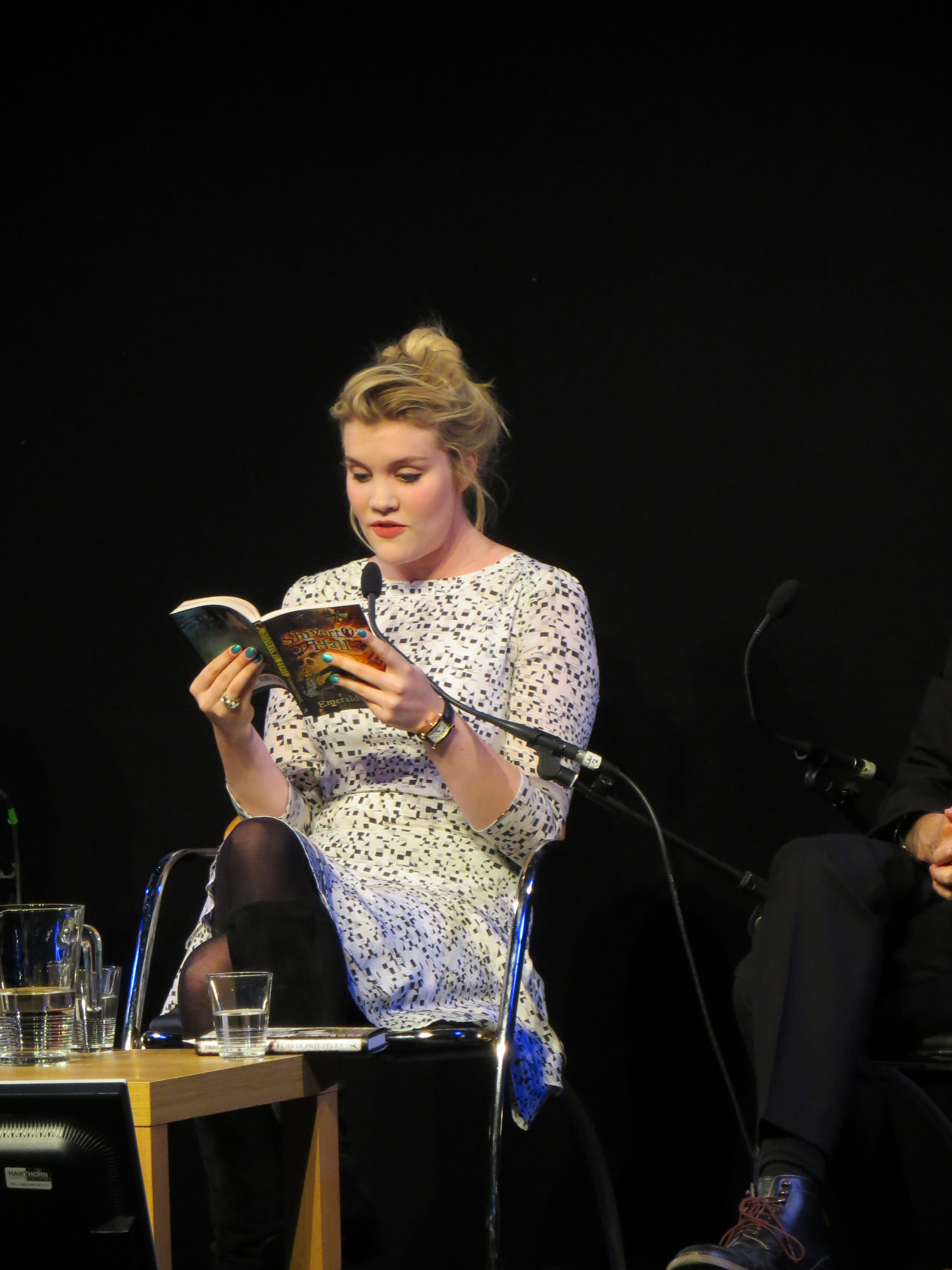
امرالد فنل، برنده جایزه بهترین فیلم‌نامه غیراقتباسی

| بهترین فیلم - سرزمین خانه‌به‌دوش‌ها – فرانسیس مک‌دورمند، پیتر اسپیرز، کلویی ژائو - پدر – دیوید پارفیت، جان لوئیس لیوی - یهودا و مسیح سیاه – شاکا کینگ، چارلز دی. کینگ و رایان کوگلر - منک – اریک راث و داگلاس اوربانسکی - میناری – کریستینا اوه - زن جوان آتیه‌دار – بن براونینگ، اشلی فاکس، امرالد فنل. جوزی مک‌نامارا - صدای متال – برت هملینیک و ساشا بن هاروش - دادگاه شیکاگو هفت – مارک پلت و استوارت بسر | بهترین کارگردانی - کلویی ژائو – عشایر - توماس وینتربرگ – یک دور دیگر - دیوید فینچر – منک - لی ایزاک چانگ – میناری - امرالد فنل – زن جوان آتیه‌دار |
| بهترین بازیگر نقش اول مرد - آنتونی هاپکینز – پدر در نقش آنتونی - ریز احمد – صدای متال در نقش روبن استون - چادویک بوزمن – بلک باتم ما رینی در نقش لوی گرین - گری اولدمن – منک در نقش هرمن جی. منکویتس - استیون ین – میناری در نقش ژاکوب یی | بهترین بازیگر نقش اول زن - فرانسیس مک‌دورمند – عشایر در نقش فرن - وایولا دیویس – بلک باتم ما رینی در نقش ما رینی - آندرا دی – ایالات متحده دربرابر بیلی هالیدی در نقش بیلی هالیدی - ونسا کربی – تکه‌های یک زن در نقش مارتا ویس - کری مولیگان – زن جوان آتیه‌دار در نقش کَسی توماس |
| بهترین بازیگر نقش مکمل مرد - دنیل کالویا – یهودا و مسیح سیاه در نقش فرد همپتون - ساشا بارون کوهن – دادگاه شیکاگو هفت در نقش ابی هافمن - لسلی اودم جونیور – یک شب در میامی در نقش سم کوک - پال ریسی – صدای متال در نقش جو - کیت استنفیلد – یهودا و مسیح سیاه در نقش ویلیام اونیل | بهترین بازیگر نقش مکمل زن - یون یو-جانگ – میناری در نقش سون-جا - ماریا باکالوا – بورات ۲ در نقش تیوتار ساگدیف - گلن کلوز – مرثیه هیلبیلی در نقش بونی ماماو ونس - الیویا کلمن – پدر در نقش آن - آماندا سایفرد – منک در نقش ماریون دیویس |
| بهترین فیلم‌نامه غیراقتباسی - زن جوان آتیه‌دار – امرالد فنل - یهودا و مسیح سیاه – فیلم‌نامه از ویل برسون و شاکا کینگ بر اساس داستانی از ویل برسون، شاکا کینگ، کیت لوکاس و کنی لوکاس - میناری – لی ایزاک چانگ - صدای متال – فیلم‌نامه از داریوس ماردر و آبراهام ماردر بر اساس داستانی از داریوس ماردر و درک سیانفرنس - دادگاه شیکاگو هفت – آرون سورکین                                                        | بهترین فیلم‌نامه اقتباسی - پدر – کریستوفر همپتون و فلوریان زلر بر پایه نمایش پدر اثر زلر - بورات ۲ – فیلم‌نامه از ساشا بارون کوهن، آنتونی هاینس، دن مازر، جنا فریدمن و لی کِرن بر اساس داستانی از ساشا بارون کوهن، هاینس، سویمر و نینا پدراد بر پایهٔ کاراکتر بورات ساگدیف خلق شده توسط ساشا بارون کوهن - عشایر – کلویی ژائو بر پایهٔ کتاب عشایر اثر جسیکا برودر - یک شب در میامی – کمپ پاورز بر اساس نمایشنامه‌ای از خودش - ببر سفید – رامین بحرانی بر اساس رمان ببر سفید نوشتهٔ آراویند آدیگا                       |
| بهترین فیلم بین‌المللی - یک دور دیگر – (دانمارک) به زبان دانمارکی و کارگردانی توماس وینتربرگ - روزهای بهتر – (هنگ کنگ) به زبان چینی ماندارین و کارگردانی درک سانگ - اشتراکی – (رومانی) به زبان رومانیایی و کارگردانی الکساندر نانو - مردی که پوستش را فروخت – (تونس) به زبان عربی و کارگردانی کوثر بن هنیه - کجا می‌روی آیدا؟ – (بوسنی و هرزگوین) به زبان بوسنیایی و کارگردانی یاسمیلا ژبانیچ              | بهترین فیلم‌برداری - منک – اریک مساشمیت - یهودا و مسیح سیاه – شان بابیت - اخبار جهان (فیلم) – داریوش وولسکی - عشایر (فیلم) – جاشوا جیمز ریچاردز - دادگاه شیکاگو هفت – فدون پاپامیکائیل |
| بهترین طراحی لباس - بلک باتم ما رینی – آن روث - اِما – الکزاندرا برن - منک – تریش سامرویل - مولان – بینا دایگلر - پینوکیو – ماسیمو کانتینی پارینی | بهترین طراحی صحنه - منک – طراحی تولید: دانلد گراهام برت; دکوراتور: جان پاسکال - پدر – طراحی تولید: پیتر فرانسیس؛ دکوراتور: کتی فدرستون - بلک باتم ما رینی – طراحی تولید: مارک ریکر؛ دکوراتور: کارن اوهارا و دایانا سروتن - اخبار جهان – طراحی تولید: دیوید کرنک; دکوراتور: الیزابت کینن - انگاشته – طراحی تولید: ناتان کراولی; دکوراتور: کتی لوکاس |
| بهترین چهره‌پردازی و آرایش مو - بلک باتم ما رینی – سرجیا-لوپز ریورا، پیا نیل و جَمیکا ویلسون - اِما – ماریس لنگن، لورا آلن و کلودیا اشتالتزه - مرثیه هیلبیلی – ارین کروگر مکاش، پاترشا دهینی و متیو مانگل - منک – جی‌جی ویلیامز، کیمبرلی اسپیتری و کولین لاباف - پینوکیو – دالیا کولی، مارک کولیر و فرانچسکو پگورتی                                                                                          | بهترین صداگذاری - صدای متال – نیکولاس بکِر، هایمی باشکت، میشل کوتولاک، کارلوس کورتس و فیلیپ بلاد - سگ تازی – وارن شاو، مایکل مینکلر، بو بردرز و دیوید وایمن - منک – رن کلایس، Jeremy Molod, دیوید پارکر، ناتان ننس و درو کونین - اخبار جهان – اولیور تارنی، مایک پرست‌وود اسمیت، ویلیام میلر و جان پریچت - روح – Ren Klyce, کویا الیوت، و دیوید پارکر |
| بهترین موسیقی فیلم - روح – ترنت رزنر، آتیکوس راس و جان باتیست - ۵ هم‌خون – ترنس بلنچرد - منک – ترنت رزنر و آتیکوس راس - میناری – امیل موسری - اخبار جهان – جیمز نیوتن هاوارد | بهترین ترانه - «برای تو می‌جنگم» از یهودا و مسیح سیاه – موسیقی از D'Mile and H.E.R.; Lyric by H.E.R. and تیارا توماس - «صدایم را بشنو» از دادگاه شیکاگو هفت – موسیقی از دانیل پمبرتن; شعر از سلست (خواننده) و پمبرتون - «هوساویک» از مسابقه آواز یوروویژن: داستان حماسه آتش – موسیقی و شعر از ریکارد یورانسون، Fat Max Gsus و ساوان کوتچا - «Io sì (Seen)» از زندگی پیش‌رو – موسیقی از داین وارن; شعر از لائورا پائوزینی و وارن - «حالا حرف بزن» از یک شب در میامی – موسیقی و شعر از سم اشورث و لزلی اودم جونیور |
| بهترین تدوین - صدای متال – Mikkel E.G. Nielsen - پدر – یورگوس لامپرینوس - عشایر – کلویی ژائو - زن جوان آتیه‌دار – Frédéric Thoraval - دادگاه شیکاگو هفت – آلن بامگارتن | بهترین جلوه‌های تصویری - انگاشته – اندرو جکسون، دیوید لی، اندرو لاکلی و اسکات آر. فیشر - عشق و هیولاها – مت سولان، Genevieve Camailleri, مت اوریت، و برایان کاکس - آسمان نیمه‌شب – Matthew Kasmir, کریستوفر لاورن، مکس سلمون، و دیوید واکینز - مولان – شان اندرو فادن، آنرس لنگ‌لندز، سث موری و استیون اینگرام - ایوان منحصربه‌فرد – نیک دیویس، گرگ فیشر، بن جونز، و سانتیاگو کولمو مارتینز |
| بهترین فیلم پویانمایی - روح – پیت داکتر و دانا موری - به پیش – دن اسکنلون و کوری را - روی ماه – گلن کین، جنی رین و پیلین چو - شان گوسفنده: فارماگدون – ریچارد فیلان، ویل بچر و پال کولی - ولف‌واکرز – تام مور، راس استیوارت، پال یانگ و استفان رولانتز | بهترین پویانمایی کوتاه - اگر هر اتفاقی بیفتد، دوستت دارم – ویل مک‌کورمک و مایکل گاویر - لانه – مادلین شارافیان و Michael Capbarat - لوچی نابغه – Adrien Mérigeau and Amaury Ovise - اپرا – Erick Oh - مردم بله‌گو – Gísli Darri Halldórsson and Arnar Gunnarsson |
| بهترین فیلم مستند - معلم هشت‌پای من – پیپا ارلیش، جیمز رید و کریگ فاستر - اشتراکی – Alexander Nanau and Bianca Oana - کریپ کمپ – نیکول نیونام، سارا بولدر و جیم لیبرشت - The Mole Agent – مایت آلبردی و مارسلا سانتی‌واینز - زمان – گرت بردلی، لارن دومینو و کلن کوئین | بهترین فیلم مستند کوتاه - کولت – Anthony Giacchino و آلیس دویارد - کنسرتو یک مکالمه است – بن پراودفوت و کریس باورز - جدا نشو – آندرس هامر و شارلوت کوک - Hunger Ward – اسکای فیتزجرالد و Michael Shueuerman - یک ترانه عاشقانه برای لاتاشا – سوفیا ناهالی آلیسون و جنیس دانکن |
| بهترین فیلم کوتاه - دو غریبه غیرصمیمی – تروان فری و مارتین دزمند رو - احساس کردن – داگ رولند و سوزان روزنسکی - اتاق نامه – الویرا لیند و Sofia Sondervan - هدیه – فرح نابلسی - چشم سفید – تومِر شوشان و شیرا هاکمن | |

### فیلم‌های نامزد اسکار در چندین رشته
| نامزدی‌ها | فیلم              | بخش نامزده شده                                | نتیجه    |
| -------- | ----------------- | --------------------------------------------- | -------- |
| ۱۰       | منک               | بهترین فیلم‌برداری                             | برنده    |
| ۱۰       | منک               | بهترین طراحی صحنه                             | برنده    |
| ۱۰       | منک               | بهترین فیلم                                   | نامزدشده |
| ۱۰       | منک               | بهترین کارگردانی                              | نامزدشده |
| ۱۰       | منک               | بهترین بازیگر نقش اول مرد (گری اولدمن)        | نامزدشده |
| ۱۰       | منک               | بهترین بازیگر نقش مکمل زن (آماندا سایفرد)     | نامزدشده |
| ۱۰       | منک               | بهترین طراحی لباس                             | نامزدشده |
| ۱۰       | منک               | بهترین چهره‌پردازی و آرایش مو                  | نامزدشده |
| ۱۰       | منک               | بهترین صداگذاری                               | نامزدشده |
| ۱۰       | منک               | بهترین موسیقی فیلم                            | نامزدشده |
| ۶        | عشایر             | بهترین فیلم                                   | برنده    |
| ۶        | عشایر             | بهترین کارگردانی                              | برنده    |
| ۶        | عشایر             | بهترین بازیگر نقش اول زن (فرانسیس مک‌دورمند)   | برنده    |
| ۶        | عشایر             | بهترین فیلم‌نامه اقتباسی                       | نامزدشده |
| ۶        | عشایر             | بهترین فیلم‌برداری                             | نامزدشده |
| ۶        | عشایر             | بهترین تدوین                                  | نامزدشده |
| ۶        | پدر               | بهترین بازیگر نقش اول مرد (آنتونی هاپکینز)    | برنده    |
| ۶        | پدر               | بهترین فیلم‌نامه اقتباسی                       | برنده    |
| ۶        | پدر               | بهترین فیلم                                   | نامزدشده |
| ۶        | پدر               | بهترین بازیگر نقش مکمل زن (الیویا کلمن)       | نامزدشده |
| ۶        | پدر               | بهترین طراحی صحنه                             | نامزدشده |
| ۶        | پدر               | بهترین تدوین                                  | نامزدشده |
| ۶        | یهودا و مسیح سیاه | بهترین بازیگر نقش مکمل مرد (دنیل کالویا)      | برنده    |
| ۶        | یهودا و مسیح سیاه | بهترین ترانه                                  | برنده    |
| ۶        | یهودا و مسیح سیاه | بهترین فیلم                                   | نامزدشده |
| ۶        | یهودا و مسیح سیاه | بهترین بازیگر نقش مکمل مرد (کیت استنفیلد)     | نامزدشده |
| ۶        | یهودا و مسیح سیاه | بهترین فیلم‌نامه غیراقتباسی                    | نامزدشده |
| ۶        | یهودا و مسیح سیاه | بهترین فیلم‌برداری                             | نامزدشده |
| ۶        | میناری            | بهترین بازیگر نقش مکمل زن (یون یو-جانگ)       | برنده    |
| ۶        | میناری            | بهترین فیلم                                   | نامزدشده |
| ۶        | میناری            | بهترین کارگردانی                              | نامزدشده |
| ۶        | میناری            | بهترین بازیگر نقش اول مرد (استیون ین)         | نامزدشده |
| ۶        | میناری            | بهترین فیلم‌نامه غیراقتباسی                    | نامزدشده |
| ۶        | میناری            | بهترین موسیقی فیلم                            | نامزدشده |
| ۶        | صدای متال         | بهترین صداگذاری                               | برنده    |
| ۶        | صدای متال         | بهترین تدوین                                  | برنده    |
| ۶        | صدای متال         | بهترین فیلم                                   | نامزدشده |
| ۶        | صدای متال         | بهترین بازیگر نقش اول مرد (ریز احمد)          | نامزدشده |
| ۶        | صدای متال         | بهترین بازیگر نقش مکمل مرد(پال ریسی)          | نامزدشده |
| ۶        | صدای متال         | بهترین فیلم‌نامه غیراقتباسی                    | نامزدشده |
| ۶        | دادگاه شیکاگو هفت | بهترین فیلم                                   | نامزدشده |
| ۶        | دادگاه شیکاگو هفت | بهترین بازیگر نقش مکمل مرد (ساشا بارون کوهن)  | نامزدشده |
| ۶        | دادگاه شیکاگو هفت | بهترین فیلم‌نامه غیراقتباسی                    | نامزدشده |
| ۶        | دادگاه شیکاگو هفت | بهترین فیلم‌برداری                             | نامزدشده |
| ۶        | دادگاه شیکاگو هفت | بهترین ترانه                                  | نامزدشده |
| ۶        | دادگاه شیکاگو هفت | بهترین تدوین                                  | نامزدشده |
| ۵        | بلک باتم ما رینی  | بهترین طراحی لباس                             | برنده    |
| ۵        | بلک باتم ما رینی  | بهترین چهره‌پردازی و آرایش مو                  | برنده    |
| ۵        | بلک باتم ما رینی  | بهترین بازیگر نقش اول مرد (چادویک بوزمن)      | نامزدشده |
| ۵        | بلک باتم ما رینی  | بهترین بازیگر نقش اول زن (وایولا دیویس)       | نامزدشده |
| ۵        | بلک باتم ما رینی  | بهترین طراحی صحنه                             | نامزدشده |
| ۵        | زن جوان آتیه‌دار   | بهترین فیلم‌نامه غیراقتباسی                    | برنده    |
| ۵        | زن جوان آتیه‌دار   | بهترین فیلم                                   | نامزدشده |
| ۵        | زن جوان آتیه‌دار   | بهترین کارگردانی                              | نامزدشده |
| ۵        | زن جوان آتیه‌دار   | بهترین بازیگر نقش اول زن (کری مولیگان)        | نامزدشده |
| ۵        | زن جوان آتیه‌دار   | بهترین تدوین                                  | نامزدشده |
| ۴        | اخبار جهان        | بهترین فیلم‌برداری                             | نامزدشده |
| ۴        | اخبار جهان        | بهترین طراحی صحنه                             | نامزدشده |
| ۴        | اخبار جهان        | بهترین صداگذاری                               | نامزدشده |
| ۴        | اخبار جهان        | بهترین موسیقی فیلم                            | نامزدشده |
| ۳        | روح               | بهترین فیلم پویانمایی                         | برنده    |
| ۳        | روح               | بهترین موسیقی فیلم                            | برنده    |
| ۳        | روح               | بهترین صداگذاری                               | نامزدشده |
| ۳        | یک شب در میامی    | بهترین بازیگر نقش مکمل مرد (لسلی اودم جونیور) | نامزدشده |
| ۳        | یک شب در میامی    | بهترین فیلم‌نامه اقتباسی                       | نامزدشده |
| ۳        | یک شب در میامی    | بهترین ترانه                                  | نامزدشده |
| ۲        | یک دور دیگر       | بهترین فیلم بین‌المللی (دانمارک)               | برنده    |
| ۲        | یک دور دیگر       | بهترین کارگردانی                              | نامزدشده |
| ۲        | انگاشته           | بهترین جلوه‌های تصویری                         | برنده    |
| ۲        | انگاشته           | بهترین طراحی صحنه                             | نامزدشده |
| ۲        | بورات ۲           | بهترین بازیگر نقش مکمل زن (ماریا باکالوا)     | نامزدشده |
| ۲        | بورات ۲           | بهترین فیلم‌نامه اقتباسی                       | نامزدشده |
| ۲        | اِما               | بهترین طراحی لباس                             | نامزدشده |
| ۲        | اِما               | بهترین چهره‌پردازی و آرایش مو                  | نامزدشده |
| ۲        | مرثیه هیلبیلی     | بهترین بازیگر نقش مکمل زن (گلن کلوز)          | نامزدشده |
| ۲        | مرثیه هیلبیلی     | بهترین چهره‌پردازی و آرایش مو                  | نامزدشده |
| ۲        | مولان             | بهترین طراحی لباس                             | نامزدشده |
| ۲        | مولان             | بهترین جلوه‌های تصویری                         | نامزدشده |
| ۲        | پینوکیو           | بهترین طراحی لباس                             | نامزدشده |
| ۲        | پینوکیو           | بهترین چهره‌پردازی و آرایش مو                  | نامزدشده |
| ۲        | اشتراکی           | بهترین فیلم بین‌المللی (رومانی)                | نامزدشده |
| ۲        | اشتراکی           | بهترین فیلم مستند                             | نامزدشده |